# Tatuerade tårar/Här å nu
Tatuerade tårar/Här å nu är ett samlingsalbum med Attentats två första vinylalbum samlade på en CD. Vissa låtar på ”Här å nu” är ommixade av Bertil Karlsson 1991 för CD-utgåvan.    

## Låtarna på albumet
1. Non smoking generation 2.35
2. Masken 3.35
3. Ingen ler 2.30
4. Hårdingen 2.33
5. Va kan det va 2.52
6. (Den lille) Folkpartisten 2.45
7. Unga & många 3.04
8. Rätten till ett liv 5.15
9. Båten 2.55
10. Maktlös 3.11
11. Tack ska du ha 2.15
12. Glad 2.54
13. Lasse liten 2.59
14. Nya liv 3.18
15. Fågel 2.37
16. 24 tim 2.45
17. Hem igen! 3.12
18. Tankar om oss 3.53
19. Fredshetsare 2.49
20. Bara början 2.50
21. Drunknar 2.22
22. Akvariet 4.30
23. Vid en gräns 2.52
24. Popsång 1.22
25. Sista budet 2.48

All text och musik Attentat förutom 9 (trad arr./C Vreeswijk). 

## Medverkande
Attentat: Mats Jönsson, Magnus Rydman, Cristian Odin och Peter Björklund.